# ناکا-کو، یوکوهاما
ناکا-کو (به لاتین: Naka-ku) یک منطقهٔ مسکونی در ژاپن است که در یوکوهاما واقع شده‌است. ناکا-کو ۲۰٫۸۶ کیلومتر مربع مساحت و ۱۴۶٬۵۶۳ نفر جمعیت دارد.